# Zr.Ms. De Ruyter (1885)

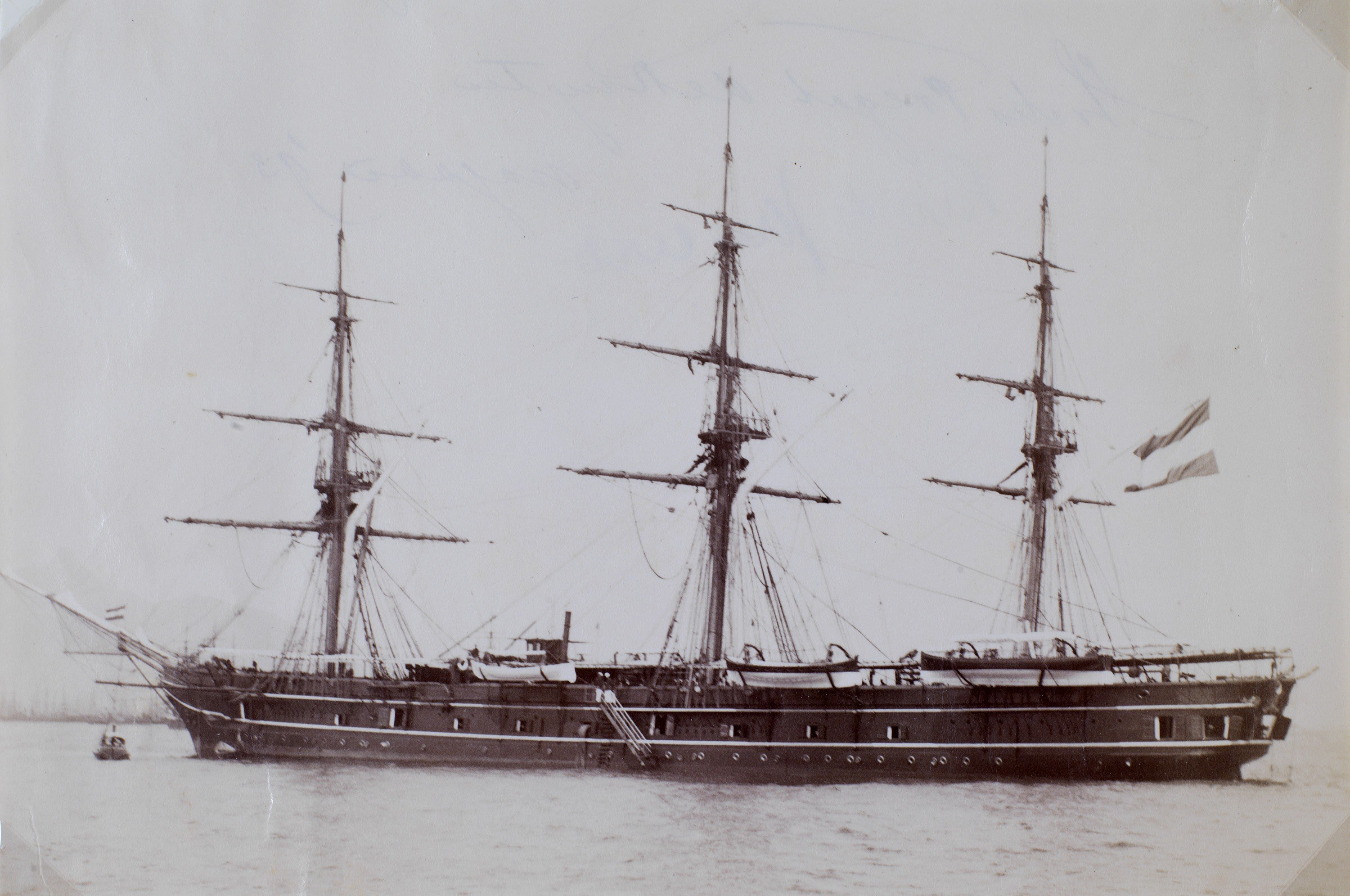
Zr.Ms. De Ruyter

De Zr. Ms. De Ruyter was een Nederlands schroefstoomschip 1e klasse van de Atjehklasse. Het schip, gebouwd door de Rijkswerf te Amsterdam, is het vierde schip van de Atjehklasse en het zesde schip dat is vernoemd naar de Nederlandse zeeheld Michiel de Ruyter.
Na de indienstneming in 1885 vertrok het schip vrijwel direct, onder het commando van Ktz Jhr. T.E. de Brauw, richting Nederlands-Indië. De De Ruyter was het eerste Nederlandse schip dat deze overtocht via het Suezkanaal ondernam. De overvaart naar Nederlands-Indië ging niet zonder problemen. Het schip ondervond problemen aan de stoommachine. Deze werden pas verholpen nadat het schip was gearriveerd in Batavia. De De Ruyter werd in Nederlands-Indië onder meer ingezet bij de oorlog in Atjeh en de expeditie tegen Lombok.
In 1889 werd de De Ruyter naar Brazilië gestuurd, waar op dat moment een revolutie plaatsvond. Het schip moest daar de Nederlandse handelsbelangen beschermen. In 1896 keerde de De Ruyter terug naar Nederlands-Indië, waar het ingezet werd bij een humanitaire missie naar het eiland Ambon, nadat een zware aardbeving Ambon had getroffen. Een jaar voordat de De Ruyter in 1900 uit dienst werd genomen keerde het schip terug naar Nederland. Na de uitdienstneming werd het schip verkocht voor de sloop.